# Trizac
Trizac település Franciaországban, Cantal megyében. Lakosainak száma 449 fő (2022. január 1.). Trizac Auzers, Collandres, Menet, Le Monteil, Moussages, Saint-Vincent-de-Salers, Valette és Le Vaulmier községekkel határos.

## Népesség
A település népessége az elmúlt években az alábbi módon változott:
| Lakosok száma | 1221 | 921  | 754  | 576  | 509  | 517  | 513  | 503  | 482  | 449  |
|               | 1968 | 1982 | 1990 | 2006 | 2013 | 2015 | 2017 | 2019 | 2020 | 2022 |